# Wodynie
Wodynie – wieś w Polsce położona w województwie mazowieckim, w powiecie siedleckim, w gminie Wodynie. Ma status sołectwa.
Wieś jest siedzibą gminy Wodynie a także rzymskokatolickiej parafii Świętych Apostołów Piotra i Pawła. Dawniej miasto, także wieś szlachecka, w drugiej połowie XVI wieku położona była w powiecie garwolińskim ziemi czerskiej województwa mazowieckiego. Jako miasto Wodynie były lokowane trzy razy. Pierwsza lokacja w 1573 (72, 113). została uchybiona. Następnie Wodynie były miastem w latach 1661-1674 i  1739–1834. W 1830 roku były najmniejszym miastem w Królestwie Polskim, licząc zaledwie 140 mieszkańców, cztery lata później zostały zdegradowane do rzędu wsi. W latach 1975–1998 miejscowość administracyjnie należała do województwa siedleckiego.
| SIMC    | Nazwa    | Rodzaj    |
| ------- | -------- | --------- |
| 0694965 | Kurpierz | część wsi |
| 0694971 | Strójnik | część wsi |

Wodynie położone są przy drodze wojewódzkiej nr 803 Siedlce - Stoczek Łukowski.
W Wodyniach funkcjonuje jednostka Ochotniczej Straży Pożarnej, założona w 1917 roku. W roku 1997 została ona włączona w struktury Krajowego Systemu Ratowniczo-Gaśniczego. Jednostka spełnia ważną funkcję w systemie bezpieczeństwa gminy Wodynie i powiatu siedleckiego. 

## Historia
Wodynie – wieś i folwark nad rzeką Wodynią w powiecie siedleckim, gminie i parafia Wodynie, odległość 26 wiorst od Siedlec, w roku 1880 posiada kościół parafialny drewniany, szkołę początkową, urząd gminny, domów było 34, 312 mieszkańców. W 1827 r. było 33 domów 261 mieszkańców. Folwark Wodynie z awulusem Strojnik rozległość mórg 1372 w tym: gruntów ornych i ogrodów 832, 41c mr. 78, lasu mórg 434, nieużytków mórg 28; budynków murowanych 14, drewnianych 12. Płodozmian 6 i 10-polowy, las nieurządzony, pokłady torfu. Wieś. Wodynie posiadała osad 25 mórg 614.
Jest to dawna osada, w ziemi czerskiej leżąca. W roku 1476 siedzi tu „nobilis Stanialaus de Wodynie”, posiadający prócz Wodynie. jeszcze Wolę (Kod., Mazow., str. 276). 
W r. 1576 płacą tu od 7 łan. i w Woli od 71/2 (Pawiński, Mazowsze, 223).
Parafia założona tu była w 1445 r. przez Stefana z Wodyń, proboszcza kolegiaty warszawskiej.

Najstarsze wzmianki o miejscowości pochodzą z XV w. Pierwszym jej właścicielem został Mnieszewski. Kolejnymi właścicielami majątku były rody Głoskowskich, Żaboklickich, Wybranowskich, Załuskich. Do 1946 ziemią wodyńską zarządzali Newelscy.
Nie zachował się drewniany dwór z końca XVIII wieku. Kaplica grobowa z 1854 jest jednym z nielicznych dokumentów potwierdzającym obecność Załuskich i Newelskich na tym terenie. Jeden z potomków rodu, Jan Wodyński wybudował kościół w Wodyniach i został proboszczem parafii. Obecna zrębowa konstrukcja pochodzi z 1776. W obrębie parku, w otoczeniu kaplicy znajduje się dawny cmentarz grzebalny, na którym zachowały się dwa nagrobki:
- Jana Filipa Carosiego – Włocha, który przybył do Polski w czasach króla Stanisława Augusta Poniatowskiego. Był geologiem. W pobliskiej Rudzie Wolińskiej zbudował hutę żelaza. Padł ofiarą cholery w 1799 r. Na jego nagrobku wyryto napis Stań przechodniu, niezwykłe prochy depczesz ...
- Kazimierza Roszkowskiego – rotmistrza grodzieńskiego zm. 1833 r.

W wyniku rozprzestrzeniającej się cholery, która wybuchła w 1810 w Siedlcach na tym terenie założono cmentarz choleryczny.
Jeden z właścicieli ziemskich, Wiktor Newelski, wybudował w latach 80. XIX w. gorzelnię. Mieszkańcom Wodyń dawała ona możliwość dodatkowego zarobku. Fragmenty gorzelni zachowały się do dziś.
Na przełomie wieków XVII i XVIII miejscowość wzmiankowana na przemian jako wieś lub miasto. W dniu 9 kwietnia 1831 w Wodyniach stacjonowały wojska gen. Prądzyńskiego, który rankiem następnego dnia wyruszył w kierunku Nowych Igań, gdzie stoczył zwycięską bitwę z wojskiem rosyjskim. 13 września 1939 na tym terenie toczyły się walki między polską 1 DP Leg a Niemcami ze zmotoryzowanej Dywizji „Kempf” czego konsekwencją było doszczętne spalenie wsi.
Działały tu również oddziały AK i BCh. Komendantami placówki Wodynie – kryptonim „Woda” – byli: st. sierż Józef Flisowski „Echo” od 1940, a po jego tragicznej śmierci w 1943 plut. Błażej Szostek „Smukły”.
W Wodyniach urodził się Franciszek Duczek – żołnierz Batalionów Chłopskich.